# Церковь Успения Пресвятой Богородицы на Почайнинской улице
Храм во имя Успения Пресвятой Богородицы на Почайнинской улице — кафедральный храм Древлеправославной церкви Украины. Расположен в Киеве по адресу улица Почайнинская, д. 26. До 1930-х годов был освящён во имя Вознесения Господня.

## История
Древлеправславные християне (староверы) поселились в Киеве в начале XIX века, в основном это были купцы. Тогда же они открыли подпольную часовню, о существовании которой стало известно в 1811 году, когда она сгорела в ходе пожара на Подоле. В 1813 году купец Иван Алексеев построил новою моленную на улице Чёрая грязь у восточной стороны горы Киселёвки. В 1860 году был построен Успенский храм на Набережно-Никольской улице.
В 1863 году для храма Успения Пресвятой Богородицы епископом Балтским Варлаамом был рукоположен во священники Куликов Кирилл Иванович. Со временем отношения о.Кирилла с общиной испортились, поэтому архиепископ Антоний (Шутов) снял его с должности настоятеля, а для Успенского храма рукоположил Кисилёва Кирилла Ивановича. В 1874 году о.Кирилл Куликов устроил Вознесенский храм в собственном доме на Почайнинской улице, по факту чего в 1876 году полиция возбудила дело. 21 сентября 1876 года Киевская палата уголовного и гражданского суда закрыла дело, так как законом запрещалось переустройство крестьянских изб под старообрядческие (древлеправославные) молельни, а о городских домах ничего сказано не было. В феврале 1888 года о.Кирилл хотел покинуть храм, ссылаясь на материальную скудность, но епископ Сильвестр не позволил ему этого сделать.
В 1914 году настоятелем Успенского храма был протоиерей Поликарп Мясников, диаконом — Симон Иванович Маслов, головщиками — Василий Иванович Карпов и Иван Григорьевич Кольцов, церковным старостой — Терентий Иванович Крашенников; настоятелем Вознесенского храма был о.Кирилл Киселёв, диаконом — Пётр Яковлевич Гришакин, головщиком — Семён Чистов.
Оба храма были закрыты советской властью. В 1930-х годах богослужения в Вознесенском храме были восстановлены, но теперь её освятили во имя Успения Пресвятой Богородицы. Иконостас и церковная утварь были перенесены сюда из старого Успенского храма. Значительную роль в защите Вознесенского храма сыграл Фёдор Евгеньевич Торлин (расстрелян в 1938 году, реабилитирован в 1955 году).
В 1988 году в этот храм из Винницы была формально перенесена кафедра епископа Киевского, но храм находился в ветхом состоянии и долгое время не имел постоянного священника. Только в 2001 году в Киев прибыл о.Меркурий Сосин из города Вилково, затем в 2004 году о.Алексей Комендантов, благодаря которым началось возрождение храма. Годами ведётся борьба за возвращение старого Успенского храма. С 2004 по 2021 год настоятелем был протоиерей Алексей Комендантов, с 2021 года - протоиерей Сергий Столярчук.